# Кънчо Германията
Кънчо Цанев Генков (Кънчо Германията) е български националреволюционер.

## Биография
Кънчо Генков е роден през 1830 г. в град Трявна. Дядо му е известен тревненски чорбаджия на име Генко Петров, а баща му Цаню Генков е търговец.
Участва в създадането на Тревненсия частен революционния комитет (1872). Основан е от Васил Левски и Цаню Захариев.
След смъртта на Васил Левски комитета не се разпуска. С усилията на Кънчо Генков се подготвя за Априлското въстание (1876). Спомага за въоръжаването на Тревненската чета. На 9 май 1876 г. влизат в сражение с османските сили при местността „Чокара“ („Китката“). Измъкват се с малко жертви. При следващото сражение с потери в района на село Новата махала, четата начело с Христо Патрев е разбита.
Кънчо Германията заедно с други въстаници е задържан, осъден и обесен на 2 юни 1876 г.